# Takashi Shimoda
Takashi Shimoda (下田 崇, Shimoda Takashi) est un footballeur japonais né le 28 novembre 1975 à Hiroshima au Japon.